# Giulianova Calcio 1979-1980
Questa pagina raccoglie le informazioni riguardanti il Giulianova Calcio nelle competizioni ufficiali della stagione 1979-1980.

## Rosa
| N. |                   | Ruolo | Calciatore          |
| -- | ----------------- | ----- | ------------------- |
|    | Italia (bandiera) | C     | Salvatore Amato     |
|    | Italia (bandiera) | A     | Guido Angelozzi     |
|    | Italia (bandiera) | C     | Marco Bellagamba    |
|    | Italia (bandiera) | A     | Roberto Ciccotelli  |
|    | Italia (bandiera) | P     | Luciano D'Arcangelo |
|    | Italia (bandiera) | D     | Walter Franchini    |
|    | Italia (bandiera) | C     | Fabrizio Giampaolo  |
|    | Italia (bandiera) | D     | Francesco Giorgini  |
|    | Italia (bandiera) | A     | Domenico Lepidi     |

| N. |                   | Ruolo | Calciatore             |
| -- | ----------------- | ----- | ---------------------- |
|    | Italia (bandiera) | D     | Salvatore Mastromarco  |
|    | Italia (bandiera) | C     | Giulio Palazzese       |
|    | Italia (bandiera) | C     | Ferdinando Ruffini     |
|    | Italia (bandiera) | C     | Gianluigi Savoldi (II) |
|    | Italia (bandiera) | D     | Giuseppe Tortorici     |
|    | Italia (bandiera) | A     | Pasquale Traini        |
|    | Italia (bandiera) | D     | Raffaele Triboletti    |
|    | Italia (bandiera) | P     | Emilio Tuccella        |

## Risultati

### Serie C2

#### Girone di andata
| 30 settembre 1979 1ª giornata | Giulianova | 2 – 0 | Civitanovese |  |

| 7 ottobre 1979 2ª giornata | Civitavecchia | 0 – 2 | Giulianova |  |

| 14 ottobre 1979 3ª giornata | Giulianova | 3 – 1 | Osimana |  |

| 21 ottobre 1979 4ª giornata | Lanciano | 0 – 2 | Giulianova |  |

| 28 ottobre 1979 5ª giornata | Giulianova | 3 – 1 | Latina |  |

| 4 novembre 1979 6ª giornata | Giulianova | 2 – 0 | Vis Pesaro |  |

| 11 novembre 1979 7ª giornata | Formia | 0 – 1 | Giulianova |  |

| 18 novembre 1979 8ª giornata | Giulianova | 1 – 0 | Francavilla |  |

| 25 novembre 1979 9ª giornata | Avezzano | 0 – 0 | Giulianova |  |

| 2 dicembre 1979 10ª giornata | Riccione | 1 – 1 | Giulianova |  |

| 9 dicembre 1979 11ª giornata | Giulianova | 3 – 1 | Palmese |  |

| 16 dicembre 1979 12ª giornata | Giulianova | 1 – 1 | Casertana |  |

| 30 dicembre 1979 13ª giornata | L'Aquila | 2 – 1 | Giulianova |  |

| 6 gennaio 1980 14ª giornata | Giulianova | 2 – 1 | ALMAS |  |

| 13 gennaio 1980 15ª giornata | LVPA Frascati | 0 – 0 | Giulianova |  |

| 20 gennaio 1980 16ª giornata | Giulianova | 5 – 0 | Cassino |  |

| 27 gennaio 1980 17ª giornata | Banco di Roma | 1 – 0 | Giulianova |  |

#### Girone di ritorno
| 3 febbraio 1980 18ª giornata | Civitanovese | 2 – 2 | Giulianova |  |

| 10 febbraio 1980 19ª giornata | Giulianova | 0 – 0 | Civitavecchia |  |

| 17 febbraio 1980 20ª giornata | Osimana | 0 – 1 | Giulianova |  |

| 24 febbraio 1980 21ª giornata | Giulianova | 2 – 2 | Lanciano |  |

| 2 marzo 1980 22ª giornata | Latina | 0 – 0 | Giulianova |  |

| 9 marzo 1980 23ª giornata | Vis Pesaro | 1 – 6 | Giulianova |  |

| 16 marzo 1980 24ª giornata | Giulianova | 1 – 0 | Formia |  |

| 23 marzo 1980 25ª giornata | Francavilla | 3 – 1 | Giulianova |  |

| 30 marzo 1980 26ª giornata | Giulianova | 2 – 0 | Avezzano |  |

| 13 aprile 1980 27ª giornata | Giulianova | 5 – 0 | Riccione |  |

| 20 aprile 1980 28ª giornata | Palmese | 0 – 1 | Giulianova |  |

| 27 aprile 1980 29ª giornata | Casertana | 0 – 0 | Giulianova |  |

| 11 maggio 1980 30ª giornata | Giulianova | 3 – 1 | L'Aquila |  |

| 18 maggio 1980 31ª giornata | ALMAS | 0 – 0 | Giulianova |  |

| 25 maggio 1980 32ª giornata | Giulianova | 5 – 0 | LVPA Frascati |  |

| 1º giugno 1980 33ª giornata | Cassino | 0 – 0 | Giulianova |  |

| 8 giugno 1980 34ª giornata | Giulianova | 3 – 1 | Banco di Roma |  |

### Coppa Italia Semiprofessionisti

#### Fase eliminatoria a gironi
| 31 agosto 1979 2ª giornata - Girone 22 | Giulianova | 1 – 0 | L'Aquila |  |

| 5 settembre 1979 3ª giornata - Girone 22 | Teramo | 0 – 2 | Giulianova |  |

| 15 settembre, ore 1979 5ª giornata - Girone 22 | L'Aquila | 1 – 0 | Giulianova |  |

| 23 settembre 1979 6ª giornata - Girone 22 | Giulianova | 2 – 0 | Teramo |  |

#### Qualificazione per i sedicesimi di finale
| 10 ottobre 1979 Andata | Francavilla | 0 – 0 | Giulianova |  |

| 31 ottobre 1979 Ritorno | Giulianova | 5 – 0 | Francavilla |  |

#### Sedicesimi di finale
| 14 novembre 1979 Andata | Civitanovese | 1 – 0 | Giulianova |  |

| 5 dicembre 1979 Ritorno | Giulianova | 1 – 1 | Civitanovese |  |